# Carex inopinata
Carex inopinata là một loài thực vật có hoa trong họ Cói. Loài này được V.J.Cook mô tả khoa học đầu tiên năm 1953.